# 한미 미사일 지침
한미 미사일지침(영어: Missile Guideline)은 대한민국과 미국 간에 합의한 대한민국의 탄도 미사일 개발 규제에 대한 가이드라인으로 2021년 한미정상회담을 통해 폐지되었다.

## 역사
1978년도 박정희 정부는 백곰 미사일 개발에 성공했다. 미국의 카터 행정부는 이에 대해 반대했다. 1979년 9월 존 위컴 주한미군 사령관이 탄도 미사일 개발을 중단하라는 권고 서한을 보냈으며, 이에 대해 노재현 국방부 장관이 서면으로 동의했다. 노재현 국방부 장관의 동의 서한을 미사일 지침이라고 부른다.
- 사거리 180 km, 탄두중량 500 kg으로 제한

### 1차 개정
1997년 7월, 1998년 6월 대한민국은 사거리 900 km인 과학로켓 2호를 발사했다. 1998년 8월 31일 북한의 대포동 1호 발사로 대한민국에 대포동 쇼크가 발생했다.
이에 1999년 김대중 대통령이 방미하여 미국에 미사일 사거리를 500 km로 늘려달라고 주장했으나, 클린턴 미 대통령은 이를 두고 너무 과분하다며 300 km로 하라고 제한하여 300 km로 사거리를 제한했다.
- 사거리 300 km, 탄두중량 500 kg으로 제한
- 군사용 탄도 미사일은 연구, 개발만 사거리 및 중량 무제한, 생산은 제한
- 민간용 우주 발사체는 연구, 개발과 생산까지도 사거리 및 중량 무제한

### 2차 개정
2012년 이명박 대통령이 방미하여 버락 오바마 대통령과 사거리 800 km로 늘려달라고 하여 미국이 이를 수락하면서 사거리가 늘려졌다. New Missile Guideline, 줄여서 NMG라고 부른다. 사거리 300 km의 탄도 미사일의 경우 기존의 4배인 최대 2톤까지 탄두 중량을 늘릴 수 있게 되었다.
- 사거리 800 km, 탄두중량 500 kg으로 제한
- 사거리 500 km, 탄두중량 1톤으로 제한
- 사거리 300 km, 탄두중량 2톤으로 제한

2015년 사거리 500 km, 탄두중량 1톤인 현무-2 미사일을 시험발사하는 데 성공했다.

### 3차 개정
2017년 9월 4일 문재인 대통령이 도널드 트럼프과의 전화 회담을 통해서 대한민국에서 개발하는 모든 미사일의 탄두중량 제한을 없애기로 합의 하면서 앞으로는 사거리 800km를 초과하는 고체 로켓 개발에 대한 제한만 남게 되었다.
- 사거리 800 km으로 제한, 탄두중량 무제한

인도의 사가리카 미사일의 경우 사거리 750 km, 탄두중량 1톤인데, 탄두중량을 150 kg으로 줄이면 사거리 2200 km이다. 이명박 정부 당시 한국도 100 kt 수소폭탄을 대량생산해야 한다는 여론이 있었는데, 탄두중량 100 kg 정도이다.

### 4차 개정
2020년 7월 28일, 청와대 김현종 국가안보실 2차장은 오후 브리핑을 통해 "한미 미사일지침 개정으로 우주 발사체에 대한 고체연료 사용 제한이 해제됐다"고 밝혔다.
- LGM-118 피스키퍼,  미국, 무게 88.45톤, 3단 고체연료, 1단추력 220톤, 최초발사 1983년
- 엡실론 로켓,  일본, 무게 91톤, 3단 고체연료, 1단추력 220톤, 최초발사 2013년

미국은 일본에게는 1단 고체로켓모터를 제공하여 일본판 피스키퍼(엡실론) 개발을 허용했었는데, 대한민국의 경우 4차 개정을 통해 독자적으로 한국형 피스키퍼를 개발할 것으로 예상된다.

## 종료
2021년 5월 22일(한국시간), 문재인 대통령이 방미해 바이든 대통령과 첫 대면 정상회담을 가졌다. 여기서 한국의 미사일 사거리 제한의 완전한 폐지가 확정되었다. 문재인 대통령은 21일(현지시간) 백악관에서 열린 조 바이든 미국 대통령과의 첫 정상회담 직후 공동 기자회견에서 "기쁜 마음으로 (한미) 미사일지침 종료 사실을 전한다"고 말했다.

## 미사일 지침
신원식 국방부 정책기획관은 “‘한미 미사일 지침’이라는 용어는 틀린 것이다. 대한민국의 자율적인 정책 선언이기 때문에 앞으로도 ‘한미’를 빼고 그냥 ‘미사일 지침’이라고 하는 것이 맞다. 미국은 이 미사일 지침에 사실은 관계가 없다. 우리와 협의만 할 뿐이다”고 말했다. 또한 2001년이나 2012년 모두 공식적인 서면이 존재하는 것은 아니라고 말했다. 따라서 한미 간의 공식적인 서면은 1979년의 주한미군 사령관의 편지와 그에 대한 답장이 전부다.

## 고체 연료
4차 미사일 지침 수정에 따라 군사용 고체연료 탄도미사일을 제외한 민간용 고체연료 우주발사체의 경우 사거리와 탄두중량 그리고 추력의 제한이 해제되어 민간용 고체연료 우주발사체의 경우 무제한 개발, 생산, 보유, 발사가 가능하게 되었고 2021년 미사일 지침이 폐지가 되면서 군사용으로도 무제한으로 가능하게 되었다.

## 같이 보기
- 한미NMG개정
- 신형 중거리 탄도 미사일